# 小靜和爸爸
《小靜和爸爸》於2022年3月13日至5月1日於NHK BS Premium「Premium Drama」時段播出，由吉岡里帆和笑福亭鶴瓶共同主演。
原定於2022年2月27日起播出，後改至3月13日。
2023年7月25日起將地上波於NHK綜合台「電視劇10」時段播出。

## 演員列表

### 主要人物
- 野野村靜：吉岡里帆

與父親・純介住在一起。幫助聾人的父親傳譯，是一名CODA。
- 野野村純介：笑福亭鶴瓶

在當地商店街經營「野野村照相館」，自出生起就擁有聽覺障礙。
- 道永圭一：中島裕翔（Hey! Say! JUMP）[1]

靜打工的家庭餐廳的客人。在日本創生地所・都市設計課上班。和靜一樣對於讀空氣或普通交流都不擅長。
- 八木康隆：稻葉友[4]

靜的青梅竹馬兼煩惱諮詢對象，靜稱呼為「康兄」。以前是不良少年。現在經營著家業「八木 Recycle」。
在靜被打工的家庭餐廳解雇時，雇用靜在自家商店工作。
- 長谷川真琴：藤井美菜

圭一隔壁桌的同事。很擔心圭一被其他同事塞困難的工作。
是靜的高中學姐。梅子的姐姐的孫女。
- 鹿島梅子：萩尾碧凜

餐廳「Plum」的媽媽。反對智慧城市計畫。
但是當聽到一個人搬到鎮上的道永不會做飯時，跟他說你每天都可以來吃不用介意哦。
- 篠崎幸江：戶田惠子

純介的妹妹。
- 鈴間櫻：木村多江

戶倉小學校的教師。因畢業冊的製作委託而拜訪「野野村照相館」。

### 靜的相關人物
- 野野村遙：島田美希

靜的母親。聾人，在靜出生後不久就去世了。

### 商店主・商工會相關人物
- 八木晴政：松角洋平

康隆的父親。
- 青果店主：上杉陽一
- 理髪店主：大堀浩一
- 酒販店店主：花前浩一
- 商公會成員：小川隆市、竹本純平、山崎健二

### 日本創生地所
- 有田修平：鳥谷宏之

圭一的上司。
- 圭一的同事：鎌田將司、高山陽平、高橋平
- 開發課課長：坪内守

### 其他人物
- 小林通孝：小沼朝生

城市土地企劃課課長。

## 製作團隊
- 編劇 - 蛭田直美
- 配樂 - 村松崇繼
- 片尾曲 - 上田正樹「You are so beautiful」
- 手話指導 - 江副悟史、はせ亜美、三浦寿、南瑠霞
- CODA考証 - 中津真美、田中誠、安東明珠花
- 聾者考証 - 廣川麻子
- 醫事考証 - 山岨達也
- 都市計畫考証 - 三浦詩乃
- 智慧城市考証 - 牧村和彥
- 制作統籌 - 海辺潔（NHK）、松原浩（AX-ON）
- 製作人 - 戶倉亮爾（AX-ON）
- 演出 - 松原浩、茂山佳則、岩本仁志、島崎謙太郎
- 制作 - NHK ENTERPRISES
- 制作著作 - NHK、AX-ON

## 播出日程
| 集數   | 播出日期 | 標題 | 導演       |
| ------ | -------- | ---- | ---------- |
| 第1回  | 3月13日  |      | 松原浩     |
| 第2回  | 3月20日  |      | 松原浩     |
| 第3回  | 3月27日  |      | 茂山佳則   |
| 第4回  | 4月03日  |      | 岩本仁志   |
| 第5回  | 4月10日  |      | 岩本仁志   |
| 第6回  | 4月17日  |      | 茂山佳則   |
| 第7回  | 4月24日  |      | 島崎謙太郎 |
| 最終回 | 5月01日  |      | 岩本仁志   |

### 備註
1. ↑  Children of Deaf Adults（CODA）－擁有聾人父母的聽力正常子女。

### 資料來源
1. 1 2 3  . ORICON NEWS.   [2022-05-10]. （原始内容存档于2022-01-13） （日语）.
2. ↑  日本放送協会. . ドラマトピックス.   [2022-05-10]. （原始内容存档于2022-06-18） （日语）.
3. ↑  . Eiga Natalie. 2023-05-27  [2023-05-27]. （原始内容存档于2023-05-31） （日语）.
4. ↑  . 映画ナタリー.   [2022-05-10]. （原始内容存档于2022-06-12） （日语）.

## 外部連結
- 官方网站